# ما می‌مانیم
«ما می‌مانیم» (انگلیسی: We Remain) ترانه‌ای از خواننده آمریکایی کریستینا آگیلرا برای آلبوم موسیقی متن بازی‌های گرسنگی: اشتعال – موسیقی متن اصلی فیلم در سال ۲۰۱۳ است. این ترانه در ۱ اکتبر ۲۰۱۳ پس از «اطلس» از کلدپلی و «قلب کشسان» از سیا به عنوان سومین تک‌آهنگ آلبوم توسط آرسی‌ای رکوردز، ریپابلیک رکوردز و لاینزگیت منتشر شد.